# تنها در تاریکی: نورپردازی
تنها در تاریکی: نورپردازی (به انگلیسی: Alone in the Dark: Illumination) یا تنها در تاریکی ۶، ششمین قسمت از مجموعه بازی‌های ترس و بقا تنها در تاریکی است که توسط آتاری ساخته شده‌است. این بازی برای مایکروسافت ویندوز در ژوئن ۲۰۱۵ منتشر شد.